# Idaea conspersa
Idaea conspersa är en fjärilsart som beskrevs av Müller 1936. Idaea conspersa ingår i släktet Idaea och familjen mätare. Inga underarter finns listade i Catalogue of Life.